# Heinrich Ehrler
Heinrich Ehrler (14 de setembro de 1917 - 4 de abril de 1945) foi um piloto da Luftwaffe que se destacou durante a Segunda Guerra Mundial, sendo um ás da aviação, creditado com 208 aeronaves inimigas abatidas em pouco mais de 400 combates aéreos. A maioria das suas vitórias ocorreram na Frente Oriental, com 9 vitórias na Frente Ocidental, oito das quais pilotando um Messerschmitt Me 262.

## Vida
Ehrler cresceu com 11 irmãos durante a República de Weimar e o III Reich. Alistou-se no serviço militar da Wehrmacht em 1935, inicialmente servindo na artilharia e na artilharia antiaérea. Participou na Guerra Civil Espanhola e percorreu o brotar da Segunda Guerra Mundial sendo transferido para a Jagdwaffe.
Acusado como responsável pela perda do couraçado Tirpitz, Ehrler - que havia sido condecorado com a Cruz de Cavaleiro da Cruz de Ferro com Folhas de Carvalho e Espadas antes do desastre - foi levado a tribunal militar, julgado, removido do seu posto de comando e sentenciado a três anos e dois meses de Festungshaft (aprisionamento honorável). A sentença de Ehrler foi mais tarde revogada e em Fevereiro de 1945 foi transferido para a Jagdgeschwader 7. De acordo com os seus camaradas pilotos, Ehrler voou para combate nas fases mais desesperantes dos confrontos aéreos do final da guerra, sem o propósito nem a dedicação que havia feito dele um dos pilotos mais bem sucedidos da Luftwaffe.
No dia 4 de abril de 1945, Ehrler abateu dois bombardeiros aliados, antes de destruir um terceiro por abalroamento aéreo com a sua aeronave danificada, após ter ficado sem munições.

## Condecorações
- Distintivo de Voo do Fronte da Luftwaffe em Ouro
- Cruz de Ferro (1939)
  - 2ª classe (19 de setembro de 1941)
  - 1ª classe (21 de janeiro de 1942)
- Troféu de Honra da Luftwaffe (20 de julho de 1942)
- Cruz Germânica em Ouro (18 de março de 1943)
- Cruz de Cavaleiro da Cruz de Ferro (4 de setembro de 1942)
  - 265ª Folhas de Carvalho (2 de agosto de 1943)